# 兎中信志
兎中 信志（となか しんじ、1月6日 - ）は、日本の漫画家。大阪府出身。女性。代表作は『弟キャッチャー俺ピッチャーで!』。2024年、ペンネームを兎中 晋二（読み同じ）に改めて、『ビッグコミック増刊』（小学館）にて『婚活ストラテジー』を連載している。

## 来歴
大阪総合デザイン専門学校卒業。2005年、第6回スクウェア・エニックスマンガ大賞にて「天上レストラン」で準大賞を受賞（『月刊少年ガンガン2005年7月号にて発表）。同年9月号に作品掲載。（宍戸道子名義）2006年、『月刊少年ガンガン』にて「新体操舞技 -TUMBLING BOYS-」を短期連載。翌年単行本化。（宍戸道子名義）
2008年、『月刊少年ライバル』(講談社)にて「弟キャッチャー俺ピッチャーで!」を連載開始。同誌の休刊となる2014年に完結。2016年、『週刊少年サンデー』（小学館）にて「鬼ヲ辿リテ幾星霜」を連載開始。翌年完結。2024年、ペンネームを「兎中晋二」に改め、『ビッグコミック増刊』（同社）にて『婚活ストラテジー』を連載開始。原作を藤川よつ葉が務め、兎中は漫画を担当。

## 作品リスト

### 連載
- 弟キャッチャー俺ピッチャーで!（『月刊少年ライバル』2008年5月号[4] - 2014年7月号[4]）
- 団地だが、それでもケモノとふれ合いたい。（『新雑誌研究所』2015年1月19日更新[6] - 2015年6月19日更新）
- 鬼ヲ辿リテ幾星霜（『週刊少年サンデー』2016年26号[5] - 2017年15号）
- 婚活ストラテジー（原作：藤川よつ葉、『ビッグコミック増刊』2024年10月17日号[1] - ）

### 読切
- 黒ねこ7番勝負〜弾丸トラベニャーズ〜（『月刊少年ライバル』2010年5月号[7]） - 『月刊少年ライバル』創刊2周年記念、松本ひで吉、岸本聖史、小出もと貴、小林ゆき、高木聡、坂本憲司郎、ののやまさきとの合作[7]。
- 復讐の友（『ヤングキング』2015年2月16日号[8]）
- ヤンキーの許嫁（『ヤングキング』2015年4月20日号）
- 兄は風前の灯火（『週刊少年サンデーS』2015年5月号[9]）
- となりの席のジークンドー（『ビッグコミック増刊』2022年8月17日号[10]）

### 書籍
- 『弟キャッチャー俺ピッチャーで!』、講談社〈ライバルKC〉2008年 - 2014年、全20巻
- 『鬼ヲ辿リテ幾星霜』、小学館〈少年サンデーコミックス〉2016年[11] - 2017年[11]、全4巻